# Болдырева, Лидия Сысоевна
Ли́дия Сысо́евна Бо́лдырева (род. 27 октября 1934, ст. Узловая, Тульская область, РСФСР, СССР — 10 сентября 1991) — советская волейболистка, игрок сборной СССР (1956—1960). Двукратная чемпионка мира, чемпионка Европы, трёхкратная чемпионка СССР. Нападающая. Мастер спорта СССР (1956). Заслуженный мастер спорта СССР (1956).

## Биография
В 1950—1963 выступала за команду «Локомотив»/«Метрострой» (Москва). В её составе: чемпионка СССР (1957 и 1958), серебряный призёр чемпионатов СССР (1954, 1955, 1960, 1965). В составе сборной Москвы — чемпионка СССР и Спартакиады народов СССР 1956.
В сборной СССР в официальных соревнованиях выступала в 1956—1960 годах. В её составе: двукратная чемпионка мира (1956 и 1960), чемпионка Европы 1958.